# William Oughtred
William Oughtred  est un mathématicien et théologien né à Eton (Buckinghamshire) le 5 mars 1574, et mort à Albury, près de Gulford (comté de Surrey), le 30 juin 1660.

## Biographie
Élève du King's College, Cambridge, Il a étudié la théologie et les sciences exactes.
Il quitte l'université vers 1603 et fut nommé en 1610 ministre d’Albury. Il a enseigné les mathématiques. On compte parmi ses élèves Richard Delamain, Robert Wood et Jonas Moore. Par ailleurs, il fut en correspondance avec John Wallis et Christopher Wren. Ses travaux ont principalement porté sur les applications de l’algèbre à la géométrie, sur la construction des équations, sur la formation des puissances.
En 1628, il devient précepteur dans la maison du comte d'Arundel.
Royaliste ardent, il fut quelque peu inquiété au début de la révolution, en 1646, et mourut, dit-on, de joie en apprenant le rétablissement de Charles II. (L. S.).[réf. nécessaire]

## Travaux

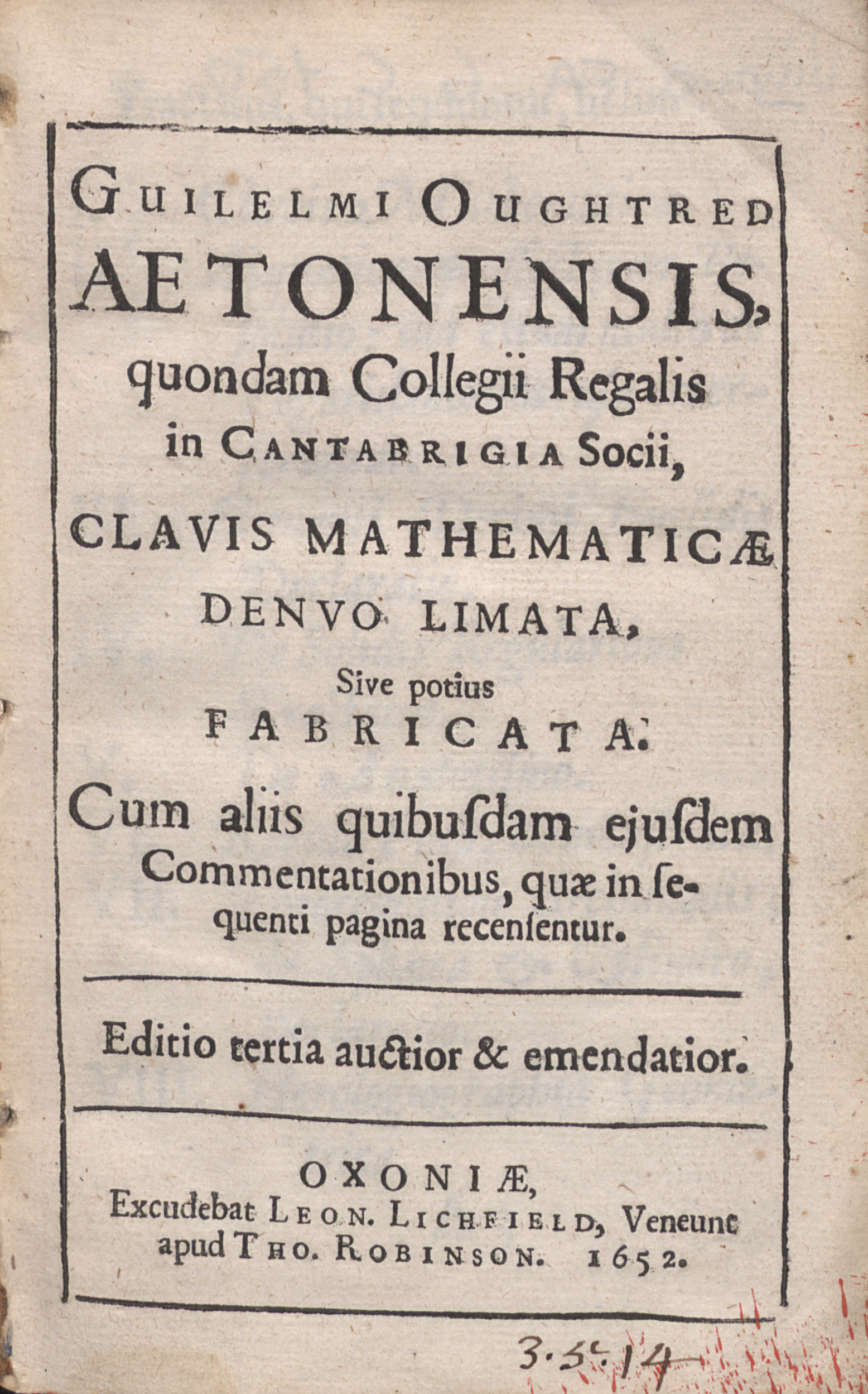
Clavis mathematicae, 1652

- On lui a attribué l’invention de la notation '{\displaystyle \times }' pour la multiplication[1], et concomitamment avec Albert Girard les abréviations des lignes trigonométriques ainsi que l'invention des échelles logarithmiques, dont le mérite semble revenir tout entier à Edmund Gunter.

- Oughtred avait lu Viète, et c'est un des premiers mathématiciens, avec Johannes Geysius à noter avec un exposant les puissances de l'inconnu.

- Il est très certainement l’auteur du procédé de multiplication abrégée bien connu sous le nom de règle d’Oughtred ; l’exposition s’en trouve dans l’Arithmeticae in numeris et speciebus institutio (Londres, 1631), son meilleur ouvrage, qu’il a lui-même traduit en anglais sous le titre The Key of the mathematics (Londres, 1647) et dont il a été donné ensuite de nombreuses rééditions en latin sous celui de Clavis mathematica (Londres, 1648 ; Oxford, 1652, etc.).

- On trouve également dans ce traité, longtemps classique dans les universités anglaises, plusieurs théorèmes entièrement nouveaux de géométrie et d’algèbre.

- Il inventa également les règles à calcul circulaires (imaginées dès 1620, réalisées en 1632) ; Edmond Wingate, donnant les règles linéaires en 1627 (réalisées vers 1650).

- Ses autres écrits sont moins importants, quoique ayant eu aussi un grand succès : Circle of proportion (Londres, 1632 ; 3e éd., Oxford, 1660) ; Solution of all spherical triangles (Oxford, 1657) ; Trigonometry (Londres, 1657) ; Canones sinuum, tangentium, etc. (Londres, 1657, etc.).

- Un recueil de ses principaux manuscrits a été imprimé après sa mort : Opuscula mathematica hactenus inedita (Oxford, 1667). On cite enfin de lui quelques publications littéraires.